# كارا روميرو
كارا روميرو (بالإنجليزية: Cara Romero)‏ هي مصورة أمريكية، ولدت في 1977 في إنغليووود في الولايات المتحدة.